# Phare de Kenosha

L'ancien phare de Kenosha (en anglais : Kenosha Light), est un phare du lac Michigan situé sur l'île Simmons au nord du canal dans le port de Kenosha dans le Comté de Kenosha, Wisconsin. Il a été remplacé, en 1906, par le phare de la jetée de Kenosha.
Ce phare est inscrit au Registre national des lieux historiques depuis le 28 juin 1990 sous le no 90000996.

## Historique
Également connu sous le nom de «Old Kenosha Light», il a été remplacé par le phare de la jetée de Kenosha en 1906. La maison du gardien a cependant continué à être utilisée pendant de nombreuses années.
Le phare a été réactivé depuis 1996, mais il n'est pas répertorié dans la liste des feux de la Garde côtière des États-Unis du volume VII. La lanterne avait été enlevée en 1913 mais sa réplique a été reposée en 1994. La lentille de Fresnel de quatrième ordre d'origine a été remplacée par une lentille en plastique Tidaland Signal de 300 mm, une lentille de moyenne portée couramment utilisée sur les Grands Lacs.
Le panneau historique devant le phare se lit comme suit:
Construit par le gouvernement fédéral en 1866, le phare de Kenosha remplace deux autres phares construits sur ce site en 1848? et 1858?. Désigné à l'origine comme feu côtier et portuaire pour Southport, aujourd'hui Kenosha, dans le Wisconsin, il a fourni le premier éclairage de navigation qu'un marin verrait à son entrée dans le Wisconsin depuis la région de Chicago. Debout à 17 m de hauteur et situé sur une colline, le phare projetait la lumière à 23 m au-dessus du niveau du lac. La tour est construite en brique jaune Milwaukee Cream City et est de forme conique. À l'origine, le phare contenait une lentille de Fresnel du quatrième ordre alimentée par du kérosène avec une lumière blanche fixe qui variait selon les éclairs. Officiellement abandonnée en 1906, la salle des lanternes a ensuite été enlevée et remplacée par un mât de trépied de 7,6 m pour afficher des drapeaux et des feux d'avertissement de tempête. Inscrit au registre national des lieux historiques en 1990, le phare a été restauré et contient une lumière électrique automatisée (1996).
La maison d'un gardien de phare se trouve près de la tour. La partie d'origine de la maison a été construite en 1866 en même temps que le phare. C'est une maison de deux étages, avec des murs de brique crème semblables à la tour, avec une empreinte rectangulaire simple. La pente modérée du toit et la planche de frise sous les avant-toits proviennent du style Greek Revival. En 1907, l'aile nord avec le porche à deux étages a été ajoutée à la maison, ainsi qu'un ajout de 2 étages à la cuisine à l'angle sud-est et aux salles de bains.
La lumière sur l'île Simmons faisait partie d'un effort pour faire de Kenosha un port maritime important, et de l'argent a été dépensé des années 1830 aux années 1880 pour des infrastructures comme le phare. Mais ce phare était trop loin du port pour donner une orientation claire aux bateaux qui entraient, donc une balise a été ajoutée au quai dans les années 1860. Au tournant du siècle, les meilleurs ports et liaisons ferroviaires de Chicago, Milwaukee et Racine prévalaient et Kenosha devint un port mineur.
Le bâtiment est actuellement entretenu par la ville de Kenosha et la Kenosha County Historical Society. La maison du gardien est ouverte au public les samedis et dimanches pendant la saison touristique. La tour est ouverte de nombreux week-ends de l'été.

## Galerie

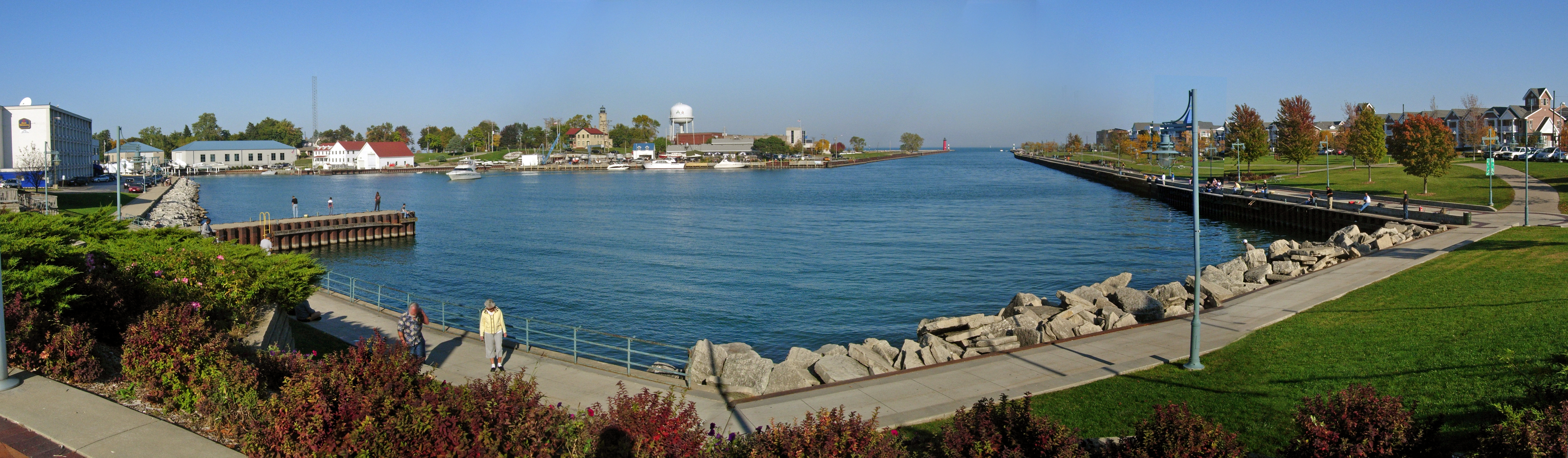
Le port de Kenosha
Le phare
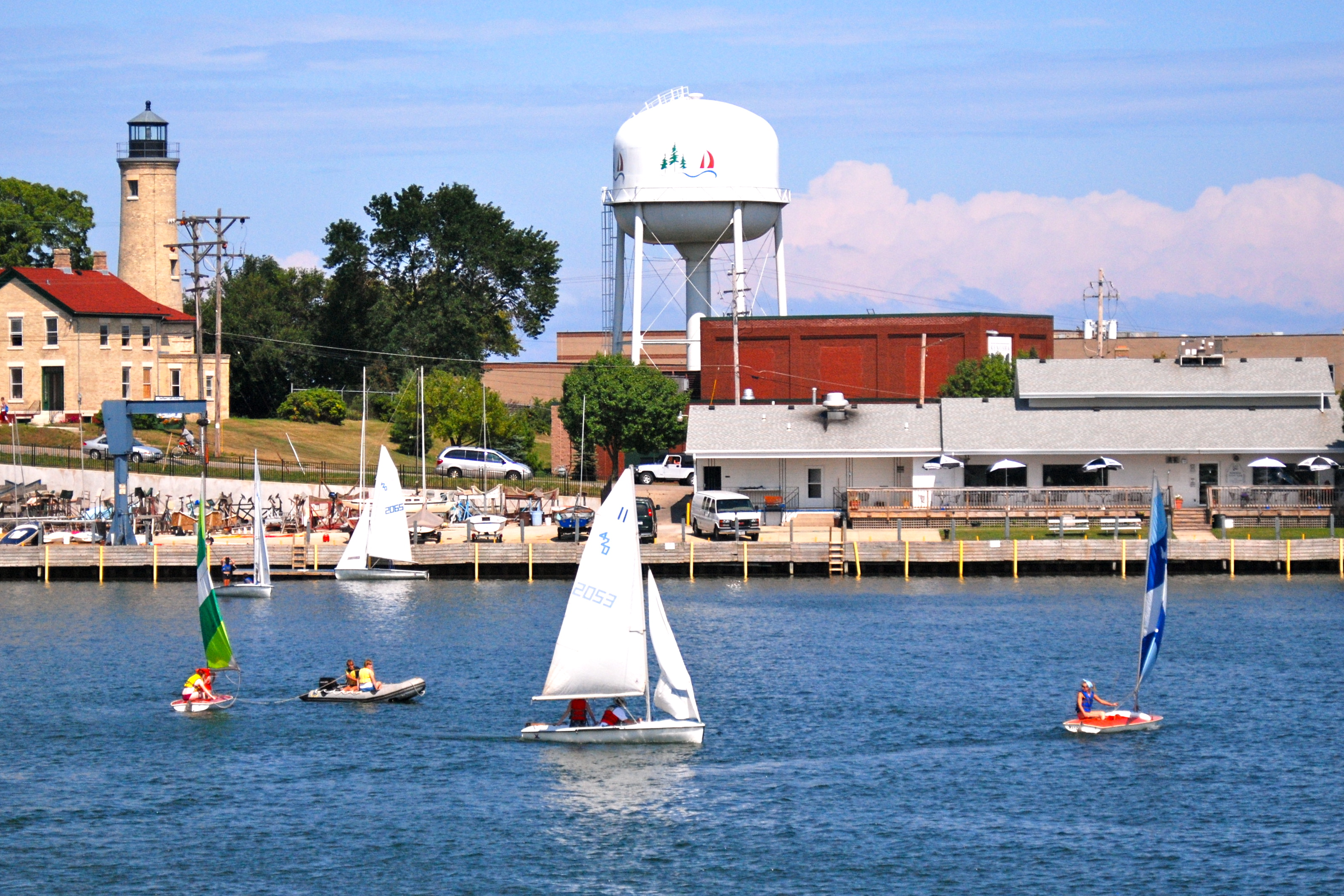
Le phare vu du Yacht Club

### Lien connexe
- Liste des phares du Wisconsin